# Ciuma antonină
Prin ciuma antonină se înțelege epidemia care a lovit Imperiul Roman la sfârșitul dinastiei antonine, în timpul domniilor lui Marcus Aurelius și Commodus, între 165 și 190. Își datorează porecla „antonină” dinastiei care conducea atunci Imperiul Roman: Antoninii. Istoricii englezi o numesc uneori și „ciuma galenică” după Galenus, celebrul doctor al vremii. Această ciumă este subiectul dezbaterii cu privire la contribuția sa la declinul Imperiului Roman de Apus.

## Istoric
Potrivit anumitor surse, epidemia a izbucnit în timpul cuceririi Seleuciei de către trupele lui Lucius Verus conduse de Avidius Cassius în 166. Se spune că legionarii au jefuit templul lui Apollo cu Părul Lung din care s-ar fi degajat atunci un nor toxic. Istoriografia antică a insistat asupra acestui eveniment și a fost adesea preluată de istoricii moderni și contemporani, uneori fiind înaintată ideea că izbucnirea epidemiei a dus la retragerea romanilor. Totuși, acest lucru este explicat mai bine de situația militară și de imposibilitatea ocupării unui oraș jefuit. Dificultățile întâmpinate la întoarcere de către armata romană pot fi explicate și prin probleme de aprovizionare. Este cert, însă, că mișcările semnificative de trupe care au avut loc în acești ani ar putea răspândi epidemia într-o mai mare măsură.
Din Orient, ciuma s-a răspândiți, prin urmare, în numeroase provincii. În Egipt, papirusurile au păstrat urme ale ravagiilor sale: satul Soknopaiou Nesos este aproape în întregime depopulat. Cum mărturisește papirusul Thmouis, ciuma s-a adăugat dificultăților agrare, economice și sociale. Răufăcătorii au devastat regiunea, țăranii au fugit de taxele grele. Anii 160 au avut un impact de durată asupra demografiei egiptene.
În Asia, fără îndoială, este epidemia pe care Aelius Aristides a descris-o la Efes, în jurul anului 165. Oracole de la sanctuarul Claros spre Colophon menționând ciumele au fost legate de epidemie , dar datarea lor este incertă, iar dacă unii probabil se referă la epidemia antonină, alții se pot referi doar la o epidemie locală anterioară sau ulterioară. Aceste oracole au fost uneori interpretate ca semnul unei epoci a anxietății, al unui punct de cotitură în „mentalități”. Trebuie să punem cu tărie astfel de judecăți în perspectivă, așa cum a arătat istoricul Peter Brown, oracolele atestă mai degrabă vitalitatea religiozității tradiționale.
Alexandru din Abonutichus și zeul său Glycon au dat și un oracol împotriva ciumei, al cărei text a fost găsit în Antiohia. Acest oracol ilustrează legăturile pe care Alexandru le-a întreținut cu religiozitatea obișnuită a vremii sale, dar participa, fără îndoială, la strategia sa de abordare a cercurilor vieții politice ale Imperiului: epidemia îi afectase atunci centrul, Roma și Italia. Sosirea și răspândirea epidemiei în Italia sunt bine cunoscute datorită lucrărilor lui Galenus. Este foarte posibil ca plecarea grăbită a acestuia, în 166, să se explice prin dorința sa de a scăpa de epidemie. Dar Galenus a fost rechemat din Pergam de către împărați și a trebuit să se întoarcă în Italia. Cei doi împărați, Marcus Aurelius și Lucius Verus, adunaseră de fapt trupe mari în nordul Italiei, la Aquileia, pentru a face față amenințărilor barbare din regiunile dunărene. Trupele au fost grav afectate de epidemia din iarna anilor 168-169, iar împărații au apelat la numeroși medici, printre care și Galenus. Acesta din urmă a putut rămâne apoi în Italia și a fost unul dintre cei mai importanți medici de la curtea imperială. Violența epidemiei i-a forțat apoi pe împărați să se întoarcă la Roma, Verus murind la întoarcere, dar de apoplexie și nu de boală. Epidemia pare să fi durat de ceva timp. Nimic nu este sigur, însă, care să asigure că ea a fost într-adevăr cea care l-a ucis pe Marcus Aurelius în 180. Autenticitatea inscripției care o menționa, pe albumul cultului lui Mithra de la Virunum, în Noricum, în 182, a fost recent pusă sub semnul întrebării: aluzia la ciumă ar fi fost rezultatul unei falsificări moderne, potrivit lui W. Hameter. Dar examinarea inscripției în cauză de către M.G. Schmidt a infirmat această teză.
Săpăturile arheologice recente din cimitirul roman Wooton din Gloucester au scos la iveală o groapă comună care datează din a doua jumătate a secolului al II-lea, care conține 91 de corpuri. Scheletele nu au prezentat nicio traumă, dar fiind îngropate într-un mod prost organizat, ne aflăm poate în prezența unei înmormântări de catastrofă legate de o epidemie: este deci posibil să fi fost victime ale ciumei antonine. S-a observat însă că pentru această înmormântare colectivă au fost posibile alte interpretări și că ar putea fi un mormânt comun destinat celor mai săraci, un „puticulus”.
Rareori se găsesc gropi comune legate de ciuma antonină, deoarece în această perioadă a Antichității, incinerarea era cea mai răspândită practică, chiar dacă, totuși, o minoritate a populației era îngropată.
În general, sursele ulterioare precum Orosius, Eutropius sau Istoria Augustă sunt cele care subliniază pagubele cauzate de ciuma.
În timpul domniei lui Commodus, o epidemie similară a afectat orașul Roma în jurul anului 190, iar Dio Cassius și Herodian asigură că s-a răspândit în tot Imperiul. Acest episod, care a avut loc într-un context de foamete și care poate fi o întoarcere a ciumei antonine, este însă mult mai puțin cunoscut.

## Interpretări și bilanț al epidemiei

### Paleodiagnostic
Ciuma antonină a dat naștere unor numeroase lucrări istorice. Natura exactă a bolii a fost dezbătută. Termenul de ciumă nu trebuie să inducă în eroare, nu se referă de fapt la boala cunoscută astăzi cu acest nume și care a lovit puternic Europa în Evul Mediu. Termenul de ciumă de aici este doar o traducere a termenilor latini lues sau pestis sau a termenului grecesc loimos. Utilizarea termenului „pestilență” în loc de ciumă este acum recomandată de anumiți cercetători. De la cercetările lui R. J. și M. L. Littman (1973), cel mai adesea se consideră că a fost o epidemie majoră de variolă. Cu toate acestea, este greu de realizat o certitudine absolută în ceea ce privește acest paleodiagnostic, întrucât medicina antică a ignorat microorganismele, iar ideea de contagiune nu a considerat simptomele cum o fac medicii contemporani, și anume ca semne de infecție printr-un agent infecțios invariant, ci ca indicii ale unui dezechilibru intern specific fiecărui pacient. Pentru C. Haas și D. Gourevitch mărturiile sugerează variola sau o boală similară. În 2018, un consens admite că ciuma antonină era  probabil o epidemie de variolă.
Se pune, de asemenea, întrebarea dacă această epidemie este semnul unei schimbări în regimul bolii din Imperiu și în echilibrul său microbian, ceea ce s-a numit patocenoză încă de la Mirko Grmek. Din nou, datele fiind foarte fragmentate, este greu de pronunțat cu certitudine absolută.
Ciuma antonină ar fi fost favorizată de un climat deosebit de rece, conform lucrărilor publicate în 2024. Din secolul al II-lea, condițiile au devenit din ce în ce mai reci și mai uscate în Imperiul Roman, coincizând cu trei pandemii, notează cercetătorii. În plus, stresul indus de climă ar fi putut juca un rol ca declanșator sau amplificator al unei epidemii, în apariția sau intensificarea mortalității epidemice.

## Bilanț
Paleodiagnosticul este, totuși, important deoarece are consecințe asupra rezultatului epidemiei. Acesta din urmă a fost mult discutat. Multă vreme impactul epidemiei a fost considerat foarte semnificativ, unii considerând-o chiar începutul sau cauza sfârșitului Imperiului Roman, slăbit de depopulare. Asemenea evaluări erau în concordanță cu o istoriografie care a devalorizat Antichitatea Târzie și a văzut domnia lui Marcus Aurelius ca un imens decalaj.
În 1961, James Gilliam, într-un articol de sinteză de referință și încă influent, a revizuit în mod clar aceste exagerări ale consecințelor ciumei, susținute câțiva ani mai târziu de lucrările lui Littman. Cu toate acestea, lucrarea sa, adesea citată, nu a fost întotdeauna urmată. De exemplu, E. Lo Cascio consideră că ciuma antoniană reprezintă o ruptură majoră în istoria demografică a Italiei antice. Cu toate acestea, este foarte dificil de confirmat o astfel de judecată pe teren și în arheologie. Practica arheologică de prospectare a terenului pe scară largă (sondaj) ne permite să înțelegem mai bine ritmurile de ocupare a terenurilor și, prin urmare, într-o anumită măsură, demografia, dar, pe de o parte, nu este cu adevărat posibil să urmărim un astfel de eveniment unic, iar pe de altă parte, este dificil să facem diferența între o depopulare absolută și o transformare a modelului de locuire și a distribuției sale.
Mai recent, o serie de articole au fost consacrate epidemiei în urma lucrării lui Richard P. Duncan-Jones (1996). Duncan-Jones a adoptat o abordare statistică pentru a evalua consecințele epidemiei. El a evidențiat perturbările - lacunele marcate - din seriile cantitative ale surselor pentru anii corespunzători epidemiei: producția monetară romană a scăzut foarte mult în 167, la fel ca și numărul de inscripții datate în acești ani și păstrate. Această scădere este considerată a fi rezultatul efectelor distructive ale epidemiei și al perturbărilor pe care le-a provocat în demografia și economia romană. La vremea respectivă, R. P. Duncan-Jones a susținut o evaluare foarte puternică a impactului ciumei.
Lucrarea sa, a cărei originalitate și contribuție au fost recunoscute pe scară largă, a primit ulterior o serie de critici care i-au moderat considerabil concluziile. Pe de o parte, o serie de studii au corectat unele dintre statisticile prezentate, reducând decalajele și, prin urmare, impactul presupus al epidemiei, sau evidențiind serii care nu reflectă aceste decalaje.Pe de altă parte, lucrările au atras atenția asupra vitezei de recuperare după întrerupere, semn că consecințele acesteia au fost limitate în timp, prosperitatea fiind restabilită sub Dinastia Severilor.În cele din urmă, s-a observat că lacunele din aceste serii nu pot fi atribuite doar ciumei, ci că trebuie luate în considerare și alte dificultăți din timpul domniei lui Marcus Aurelius: foamete, războaie, presiune fiscală crescută etc.Aceste ultime studii, care pledează în favoarea unei evaluări moderate, prezintă o imagine a unei epidemii majore, fără a face o ruptură absolută cu aceasta. În timp ce R. P. Duncan Jones și Y. Zelener au sugerat o rată de mortalitate foarte ridicată, între 25 și 33%, a fost adoptată estimarea lui Littman, adică o rată medie de mortalitate de 7 până la 10%, cu vârfuri de peste 15% în zonele urbane, cu un total de poate 7 până la 10 milioane de decese suplimentare între 166 și 189 pentru o populație totală a Imperiului estimată, în prezent, la 64 de milioane în 164.Acest lucru ridică problema rolului ciumei antonine în dificultățile Imperiului Roman după secolul al II-lea.

### Dicționare
- G. Guțu, Dicționar latin - român, Editura Științifică și Enciclopedică, București, 1983.

### Lucrări științifice contemporane
- C. Picard, « Un oracle d'Apollon Clarios à Pergame », BCH, 46, 1922, pp.190-197 Lire en ligne
- J. F. Gilliam, “The Plague under Marcus Aurelius”, American Journal of Philology, 82, 1961, p. 225-251 (=Roman Army Papers, Mavors Format:Rom-maj, Amsterdam, 1986, pp. 227-254)
- A. Degrassi, “Epigraphica 1 ; 5 : Testimonianze epigrafiche vere o presunte di epidemie della età imperiale in Italia”, Memorie dell’Academia Nazionale dei Lincei, Classe di Scienze morali, storiche e filologiche, ser. Format:Rom-maj, vol. Format:Rom-maj, 1963, p. 154-161 (= Scritti vari di antichità (3), Venise et Trieste, 1967, pp. 19-28)
- R.J. Littman et M.L. Littman, "Galen and the Antonine Plague", American Journal of Philology, 94, 1973, pp. 243-255.
- J. Wiseman, "Gods, War and Plague in the Time of the Antonines", Studies in the Antiquities of Stobi, Belgrade, 1973, p. 152-183 (Voir les critiques de J. et L. Robert, Bulletin Épigraphique, 1974, Nr. 337)
- L. Robert, À travers l'Asie Mineure, Poètes et prosateurs, monnaies grecques, voyageurs et géographes, BEFAR 239, Paris, 1980, pp. 393-421
- S. Kambitsis, Le papyrus Thmouis Format:Rom-maj, Paris, 1985
- F. Graf, “An Oracle Against Pestilence from a Western Anatolian Town”, Zeitschrift für Papyrologie und Epigraphik (ZPE), 92, 1992, pp. 267-277
- B.W. Frier et R.S. Bagnall, The Demography of Ancient Egypt, Cambridge, 1994.
- R. P. Duncan-Jones, "The impact of the Antonine plague", Journal of Roman Archaeology (=JRA), 1996, pp. 108-136;
- U. Ehmig, “Die Auswirkungen der Pest in antoninischer Zeit”, ZPE, 122, 1998, pp. 206-207
- J.-M. Carrié et A. Rousselle, L’Empire romain en mutation, Paris, 1999, pp. 521-527.
- W. Hameter, "The Afterlife of Some Inscriptions from Noricum : Modifications and Falsifications," in COOLEY A. E. éd., The Afterlife of Inscriptions: Reusing, Rediscovering, Reinventing & Revitalizing Ancient Inscriptions (BICS Supplément 75), Institute of Classical Studies, London, 2000, pp. 37-46.
- R. S. Bagnall « P.Oxy. 4527 and the Antonine plague in Egypt: death or flight? », JRA 13, 2000, pp. 288-292.
- B. Rossignol, « La peste antonine (166 ap. J.-C.) », Hypothèses 1999. Travaux de l’école doctorale d’Histoire (Université de Paris Format:Rom-maj- Panthéon-Sorbonne), Publication de la Sorbonne, Paris, 2000, pp. 31-37 .
- B. W. Frier, « Demography », Cambridge Ancient History, deuxième édition, Cambridge, 2000, pp. 787-817.
- W. Scheidel, « A model of demographic and economic change in Roman Egypt after the Antonine plague », JRA 15, 2002, pp. 97-113.
- R. S. Bagnall, « The effects of plague: model and evidence », JRA 15, 2002, p. 114 sq.
- J. Greenberg, « Plagued by doubt : reconsidering th impact of a mortality crisis in the Format:2nd c. A.D. », Journal of Roman Archaeology, 16, 2003, pp. 413-425.
- C. Bruun, « The Antonine plague in Rome and Ostia », JRA, 16, 2003, pp. 426-434.
- V. Nutton, "Death on the Nile: Disease and the Demography of Roman Egypt (review)", Bulletin of the History of Medicine, 77, 3, 2003, pp. 693-695.
- V. Boudon, « Galien face à la « peste antonine » ou comment penser l’invisible », in col. Air, miasmes et contagion. Les épidémies dans l’Antiquité et au Moyen Âge, Langres, 2001.
- Y. Zelener, Smallpox and the disintegration of the Roman economy after 165 AD (Roman Empire), PhD, Columbia University, 2003, 230 p.
- B. Rossignol, Études sur l’Empire romain en guerre durant le règne de Marc Aurèle (161-180), thèse de doctorat, Université Paris Format:Rom-maj, 2004.
- M. G. Schmidt, "Non extincta lues : Zu CIL Format:Rom-maj 5567", Jahrbuch des Oberösterreichischen Musealvereines Format:Rom-maj (Festschrift Gerhard Winkler), 149, 2004 (2005), pp. 135-140.
- D. Gourevitch, « The Galenic plague: a breakdown of the imperial pathocoenosis », History and philosophy of the life sciences, 27, 2005.
- C. Haas, « La peste antonine », Bulletin de l'Académie nationale de médecine, 2006, vol. 190, Nr. 4-5, pp. 1093-1098  Arhivat în 4 martie 2016, la Wayback Machine.
- C. P. Jones, « Ten dedications “To the gods and goddesses” and the Antonine Plague », JRA, 18, 2005, pp.293-301 (avec addendum dans JRA, 19, 2006, pp. 368-369).
- D. Gourevitch, « Apparition et diffusion d’une maladie nouvelle la peste de Marc-Aurèle (en hommage à Mirko Grmek) » dans Peste : entre Épidémies et Sociétés. Papers presented at the 4th International Congress on the Evolution and Palaeoepidemiology of the Infectious Diseases, held in Marseille, France, July 23-26, 2001, Firenze University Press, 2007, pp. 345-350.
- L. Sell, « From Apollo's Casket: Estimating the Population impact of the Antonine plague », Columbia Undergraduate Journal of History, 1, 1, 2008.
- A. Simmonds, N. Marquez-Grant, L. Loe, Life and Death in a Roman City Excavation of a Roman cemetery with a mass grave at 120–122 London Road, Gloucester (Oxford Archaeology Monographs, 6), Oxford, 2008, ISBN 978-0-90422-049-0.
- Sabbatani, S., S. Fiorino. "La peste Antonine e il declino dell'impero romano," Infezioni in Medicina, 17, 2009, № 4, 261-275.
- Y.Broux, W.Clarysse, « Two Greek Funerary Stelae from Lydia and the Antonine Plague », Tyche, 24, 2009, pp.27-33.